# Gomila pri Kogu
Gomila pri Kogu este o localitate din comuna Ormož, Slovenia, cu o populație de 175 de locuitori.